# Tour de France 2018/12. Etappe
Die 12. Etappe der Tour de France 2018 führte am 19. Juli 2018 über 175,5 Kilometer von Bourg-Saint-Maurice nach Alpe d’Huez.
Alpe d’Huez war bereits 31 Mal Bergankunft der Tour de France. Der Bergwertung Hors Catégorie mit 13,8 Steigungskilometern und 8,1 % Durchschnittssteigung gingen drei weitere Bergwertungen voraus: nach 53,5 Kilometern der Col de la Madeleine (Hors Catégorie, 25,3 Kilometer, 6 %), nach 83 Kilometern die Lacets de Montvernier (2. Kategorie, 17 Serpentinen in 3,4 Kilometern mit 8,2 %) und schließlich 55 Kilometer vor dem Ziel der Col de la Croix de Fer (Hors Catégorie, 29 Kilometer, 5,2 %).
Etappensieger wurde der Träger des Gelben Trikot, Geraint Thomas von Team Sky, im Bergaufsprint wenige Sekunden vor Tom Dumoulin (Team Sunweb), Romain Bardet (Ag2r La Mondiale) und Thomas’ Teamkollegen, dem Vorjahressieger Chris Froome.
Geprägt wurde das Rennen zunächst von einer 29-köpfigen Ausreißergruppe, die sich am Col de la Madeleine gebildet hatte. Aus dieser Gruppe heraus gewann Julian Alaphilippe, der das Gepunktet Trikot verteidigte, die Bergwertung am Col de la Madeleine. Am Col de la Croix de Fer setzte sich der bisherige Gesamtsechste Steven Kruijswijk ab und baute seinen Vorsprung auf die Gruppe der Favoriten auf zeitweise über sechs Minuten aus, so dass er zwischenzeitlich virtueller Gesamtführender war. Nach erfolglosen Attacken zu Beginn des Schlussanstiegs von Vincenzo Nibali und Bardet attackierte Froome und holte Kruijswijk 3,4 Kilometer vor dem Ziel ein. Allerdings schlossen Thomas, Dumoulin, Bardet und Mikel Landa kurz darauf auf. Nibali stürzte 3,9 Kilometer vor dem Ziel und wurde trotzdem noch Etappensiebter mit 13 Sekunden Rückstand. Aufgrund eines später festgestellten Wirbelbruchs musste er die Rundfahrt jedoch aufgeben.
Pierre Latour, der zwischenzeitlich Teil der 29-köpfigen Ausreißergruppe war, verteidigte sein Weißes Trikot, ebenso wie Peter Sagan die Führung in der Punktewertung  und Landas Movistar Team die Führung in der Mannschaftswertung. Kruijswijk erhielt die Rote Rückennummer des Tages.
Der Vorjahreszweite Rigoberto Urán startete aufgrund von Sturzverletzungen, die er sich auf der 9. Etappe zugezogen hatte, nicht. Rick Zabel, André Greipel, Marcel Sieberg und Tony Gallopin sowie die zweimaligen Etappensieger Dylan Groenewegen und Fernando Gaviria gaben das Rennen auf. Dmitri Grusdew und Rein Taaramäe wurden wegen Überschreitung der Karenzzeit aus dem Rennen genommen.